# Família Lucchese

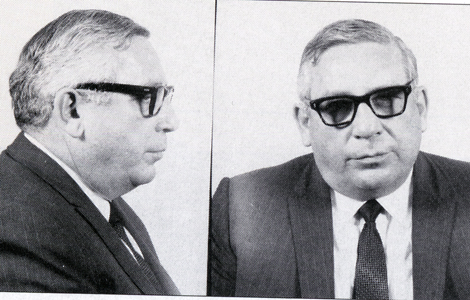
Anthony Corallo, un dels líders de la Família Lucchese.

La família Lucchese (pronunciat [luk'keːze]) és una de les "Cinc Famílies" que dominà les activitats del crim organitzat a la ciutat de Nova York, Estats Units, dins del fenomen criminal conegut com la màfia o (Cosa Nostra).
La família es va originar a principis de 1920 amb Gaetano Reina com a cap de la família fins al seu assassinat l'any 1930. Amb la mort del fundador de la família, aquesta passà a mans de Tommy Gagliano durant la Guerra Castellammarese, i dirigida per ell fins a la seva mort el 1951. La família sota el control de Gagliano fou pacífica i, concentraren les seves activitats delictives concretament al Bronx, Manhattan i Nova Jersey. El tercer líder fou Tommy Lucchese, qui va tornar a la família per fer-la una de les famílies més poderoses. Lucchese es va associar amb el cap de la família Gambino, Carlo Gambino per controlar el crim organitzat a la ciutat de Nova York. Quan Lucchese va morir de causes naturals el 1967, Carmine Tramunti va controlar la família durant un breu període; fins que va ser detingut el 1973. Anthony Corallo, aleshores, guanyà el control de la família. Corallo es convertí en un dels membres més poderosos de la Família. Va ser detingut i condemnat en el famós cas Mafia Commission Trial (judici per la realització de la màfia) de 1986.
Generalment la família Lucchese va ser vista com una de les famílies del crim més tranquil·les de la nació. No obstant això, tot va canviar quan Corallo nomenà a Victor Amuso com el seu successor poc abans d'anar a la presó. Amuso va promoure més tard un dels seus socis de tota la vida, Anthony Casso com a sotcapo de la família. Instituí un dels regnats més sagnants de la història de la màfia, ordenant assassinar pràcticament qualsevol persona que se'ls creués. Amuso va ser detingut el 1991 i condemnat a cadena perpètua. Diversos membres de la família Lucchese, tement per la seva vida, van acabar sent informadors pels agents de l'estat. El cas més important fou el del capo Alphonse D'Arco, que es va convertir en el primer capo d'una família criminal de Nova York en testificar contra la mateixa màfia. Això va conduir a la detenció de tota la jerarquia de la família Lucchese, a causa que Casso es feu informant també. El testimoni d'aquests informants gairebé destrueix la família, amb gairebé la meitat dels seus membres empresonats. Amuso continua governant la família des de la presó.

## Història

### Inicis
Els inicis de la família Lucchese es poden remuntar als membres de la banda Morello amb seu a East Harlem i el Bronx. Gaetano "Tommy" Reina va deixar els Morello al voltant de la Primera Guerra Mundial i va crear la seva pròpia família establerta a East Harlem i el Bronx. Com a líder de la família, Reina va evitar la guerra de la màfia-Cammora per aconseguir el control de la ciutat de Nova York. En lloc d'això es va centrar en el control, de l'activitat de distribució de gel per a cases, per tota la ciutat de Nova York. Durant la dècada de 1920, en l'època de la prohibició, Reina va esdevenir un líder poderós i es va aliar amb Joseph Masseria, el més poderós cap de la màfia italo-americana a Nova York. Masseria es va involucrar en la Guerra Castellammarese, una guerra de bandes, amb el seu rival el cap de la màfia siciliana Salvatore Maranzano. Masseria va començar a exigir una part dels guanys criminals de Reina, el que va provocar Reina a considerar el canvi de lleialtat a Maranzano. Masseria va adonar-se'n de la possible traïció de Reina, va conspirar amb Tommy Gagliano, un altre membre de la Família, per matar-lo. El 26 de febrer de 1930, el pistoler Vito Genovese assassinà Reina davant l'apartament de la seva tieta. Amb Reina mort, Masseria encobreix Gagliano, que espera per prendre el control de la banda de Reina, i va col·locar al seu subaltern Joseph "Fat Joe" Pinzolo com a cap. Disgustat amb aquesta "traïció", Gagliano i Tommy Lucchese, en secret, van actuar amb Maranzano. El setembre del 1930, Lucchese va atreure Pinzolo a un edifici d'oficines de Manhattan, on Pinzolo va ser assassinat.

### Els dosTommys
Amb l'assassinat de Masseria a principis de 1931, Maranzano va mostrar un tractat de pau, creat per ell, a tots els líders de la màfia siciliana i italiana als Estats Units. També va reorganitzar totes les bandes italoamericanes a la ciutat de Nova York en cinc famílies encapçalades pel mateix Maranzano, Lucky Luciano, Vincent Mangano, Tommy Gagliano i Joseph Profaci. Gagliano va passar a ser líder de l'organització de Reina, amb Lucchese com a sotscap. En general el plà de Maranzano s'havia creat amb la finalitat d'establir la pau i que aleshores, ell mateix, es convertís en el líder suprem de la màfia americana, el capo di tutti capi (cap de tots els caps), però Luciano i altres membres de la màfia no volien un altre líder. Quan Maranzano s'assabentà d'aquesta disconformitat de Luciano, va contractar un sicari per matar-lo. No obstant això, al setembre de 1931 Luciano va atacar primer. Diversos assassins jueus contractats per l'associació Meyer Lansky de Luciano assassinaren a Maranzano a la seva oficina. Amb la mort de Maranzano, Luciano va esdevenir el mafiós més poderós de Nova York.
Luciano mantingué l'estructura dins de la família com la que hi havia creada per Maranzano, però va retirar el "boss of bosses" per implementar un organisme rector, la Comissió. La responsabilitat de la Comissió era regular els afers de les famílies i resoldre totes les diferències entre les famílies. Els primers membres de la Comissió varen ser: Luciano, Gagliano, Bonanno, Profaci, Mangano, Chicago Outfit líder del qual era Al "Scarface" Capone i el cap de la família Buffalo Stefano Magaddino, sent Luciano el president. Tot i que la Comissió era tècnicament una institució democràtica, en realitat estava controlada per Luciano i els seus aliats.
Durant els anys 1930 i 1940, Gagliano i Lucchese van portar a la seva família (la família Lucchese) en les àrees de la indústria de transport per carretera i de la confecció. Quan Luciano va ser enviat a presó per proxenetisme el 1936, una aliança rival, va prendre el control de la Comissió. L'aliança entre Mangano, Bonanno, Stefano Magaddino cap de la família Buffalo, i Profaci utilitzà el seu poder per controlar el crim organitzat als Estats Units. Sabent que era vulnerable, Gagliano va tenir la precaució d'evitar oposar-se a aquesta nova aliança. Gagliano fou un home tranquil que evità els mitjans de comunicació i es va quedar al marge dels carrers. Lucchese va ser la cara pública de la família Lucchese que portà a terme les ordres de Gagliano. En 1946, Lucchese va assistir a la Conferència de l'Havana de la Cosa Nostra a Cuba en nom de Gagliano. Gagliano va mantenir un perfil tan baix que pràcticament no es coneix res sobre les seves activitats a partir de 1932 fins que es va retirar o va morir entre 1951 i 1953.

### Període Lucchese
Després de la jubilació o la mort de Gagliano, Lucchese es convertí en cap i nomenà Vincenzo Rao com el seu consigliere i Stefano LaSalle com el seu sotscap. Lucchese va continuar amb les polítiques de Gagliano, fent de la família Lucchese una de les més rendibles a Nova York. Lucchese va prendre el control de la germandat de sindicats internacional de camioners, cooperatives de treballadors i associacions de comerç, i establí control al nou aeroport d'Idlewild. Lucchese va establir relacions amb molts polítics de Nova York, incloent-hi els alcaldes William O'Dwyer i Vincent Impellitteri i membres del poder judicial, que ajudaren a la família en nombroses ocasions. Al llarg del seu mandat, Lucchese va mantenir un perfil baix i es va encarregar que els seus homes estiguessin ben atesos.
Quan Lucchese es convertí en cap, ajudà a Vito Genovese i Carlo Gambino en les seves lluites per prendre el control de les seves famílies. Els tres van conspirar per fer-se càrrec de la Comissió de la màfia amb l'assassinat dels caps de família Frank Costello i Albert Anastasia. El 2 de maig de 1957 Costello va sobreviure a un intent d'assassinat i immediatament va decidir retirar-se com a cap a favor de Genovese. Més tard, el 25 d'octubre de 1957, els germans Gallo (de la família Colombo) assassinen Anastasia, permetent Gambino convertir-se en cap. Lucchese i Gambino començaren a conspirar per eliminar el seu ex-aliat Genovese. Després del desastre de l'Apalachin meeting l'any 1957 de líders de la màfia al nord de Nova York, Genovese va perdre el respecte envers la Comissió. En 1959, amb l'assistència de Luciano, Costello, i Meyer Lansky, Genovese va ser detingut.
Gambino i Lucchese van assumir el control total de la Comissió de la màfia. El 1960, van donar suport els germans Gallo en la seva rebel·lió contra el cap de la família Profaci Joe Profaci. Gambino i Lucchese veien la guerra com una forma de fer-se càrrec del moviment de diners de la família Profaci. Després de descobrir una trama de Joseph Bonanno per assassinar-los, Lucchese i Gambino usaren la Comissió per deixar al descobert Bonanno amb el seu paper com a cap. Aquest joc de poder va crear una guerra dins de la família Bonanno i va servir per reforçar tant les famílies Gambino i Lucchese.
El 1962, el fill gran de Gambino, Thomas, es casà amb la filla de Lucchese, Frances, per enfortir l'aliança Gambino-Lucchese. Lucchese va portar una vida tranquil·la fins a la seva mort a causa d'un tumor cerebral el 13 de juliol de 1967. Lucchese morí sense trepitjar presó des de feia 44 anys. Va deixar a la seva família en una posició molt poderosa en la ciutat de Nova York. La família Lucchese tenia una fortalesa a l'Est de Harlem, al Bronx i consistia en aproximadament 200 made man. Lucchese deixà el lideratge en mans del capo Anthony Corallo. No obstant això, mentres estigués detingut Corallo, va nomenar un altre capo de tota la vida, Carmine Tramunti, actuant com a líder de la família fins al llançament de Corallo.

## Per a llegir més
- DeVico, Peter J. The Mafia Made Easy: The Anatomy and Culture of La Cosa Nostra. Tate Publishing & Enterprises, 2007. ISBN 1-60247-254-8
- Rudolph, Robert C. The Boys from New Jersey: How the Mob Beat the Feds. New York: William Morrow and Company Inc., 1992. ISBN 0-8135-2154-8
- Capeci, Jerry. The Complete Idiot's Guide to the Mafia. Indianapolis: Alpha Books, 2002. ISBN 0-02-864225-2
- Davis, John H. Mafia Dynasty: The Rise and Fall of the Gambino Crime Family. New York: HarperCollins, 1993. ISBN 0-06-016357-7
- Jacobs, James B., Christopher Panarella and Jay Worthington. Busting the Mob: The United States Vs. Cosa Nostra. New York: NYU Press, 1994. ISBN 0-8147-4230-0
- Maas, Peter. Underboss: Sammy the Bull Gravano's Story of Life in the Mafia. New York: HarperCollins Publishers, 1997. ISBN 0-06-093096-9
- Volkman, Ernest. Gangbusters: The Destruction of America's Last Great Mafia Dynasty  New York, Avon Books, 1998 ISBN 0-380-73235-1
- Eppolito, Louis. Mafia Cop: The Story of an Honest Cop whose Family Was the Mob. ISBN 1-4165-2399-5
- Lawson, Guy and Oldham, William. The Brotherhoods: The True Story of Two Cops Who Murdered for the Mafia. ISBN 978-0-7432-8944-3
- Jacobs, James B., Coleen Friel and Robert Radick. Gotham Unbound: How New York City Was Liberated from the Grip of Organized Crime. New York: NYU Press, 1999. ISBN 0-8147-4247-5